# Люмос (організація)
Люмос — міжнародна неурядова благодійна організація заснована британською письменницею Джоан Роулінг, що сприяє припиненню інституціалізації дітей у всьому світі.

## Історія та діяльність
У 2004 році, побачивши статтю в «Санді Таймс» про дітей, яких утримували в огороджених клітками ліжках, Джоан Роулінг відчула потребу діяти. В результаті вона заснувала благодійну організацію, відому нині як Люмос. Сама вона розповідає про це так: 
«я дивилася на цю фотографію хлопчика в ліжку-клітці і відчувала, що у нього абсолютно немає голосу. Саме це зворушило мене найбільше, бо я не можу уявити собі більшої безпорадності, ніж у дитини, можливо, з психічною або фізичною інвалідністю, замкненої далеко від її родини. Це було дуже шокуюче усвідомлення і ось із нього все почалося».
Організація спершу називалась Children's High Level Group, разом із Джоан Роулінг її співзасновницею була відома політична діячка та правозахисниця баронеса Емма Ніколсон. З 2010 Ніколсон залишила пост у правлінні заради заснування нової НУО Asociatia Children's High Level Group в Румунії. Відтоді очолювана Роулінг організація називається Люмос, на честь магічного заклинання, що породжує яскраве джерело світла, з її книжок про чарівників.
Люмос від початку діяльності приділяє особливу увагу країнам Центральної та Східної Європи, обтяженим спадщиною колишньої комуністичної системи. В масовій свідомості, культурі та законодавстві цих країн прийнятнішим вважається розміщення вразливих дітей в інституції, замість того, щоб підтримувати сім'ї, забезпечуючи дітям право на сімейне виховання й отримання якісних медичних, освітніх і соціальних послуг у громаді. Організація спирається на понад 80 років досліджень, що доводять важливість сімейного виховання дітей, формування прив'язаності, зростання в любові й турботі. За різними даними в світі налічується близько восьми мільйонів дітей, які інституціалізовані з різних причин і 80 % з них не є сиротами. Діти, які виховуються в дитячих установах, часто страждають від затримки в розвитку, затримки росту, психологічних травм. Люмос прагне змінити життя цих мільйонів дітей з неблагополучних сімей, які живуть в установах і так званих сиротинцях по всьому світу.
Люмос говорить про так звані сиротинці, оскільки незначна меншість дітей у них є сиротами. Наприклад, в Україні сиріт в закладах альтернативної опіки не більш як 8 відсотків від загальної кількості інституціалізованих дітей. Ситуація, коли бідність стає приводом для вилучення дітей з сім'ї (в Україні стосовно таких випадків поширене поняття «штучного» сирітства) є неприйнятною з точки зору міжнародного законодавства (норм Конвенції про права дитини, Керівних принципів альтернативної опіки). Уряди країн зобов'язані гарантувати право дітей виховуватись у сім'ях і розвивати послуги для підтримки сімей у скруті. Водночас, Люмос підкреслює, що не бажає позбавити працівників системи інституційної опіки засобів існування, натомість показує їм шлях, як працювати насправді в інтересах дітей.
Люмос є частиною European Expert Group, групи організацій, що лобіюють зміни підходів опіки та захисту прав дітей в ЄС, зокрема заборону для всіх країн-членів Союзу інвестувати в побудову або відновлення інституцій, натомість, розвивати послуги в громадах. Учасники групи стверджують, що завдяки їхнім зусиллям €367 000 000 європейських фондів були перенаправлені з інтернатної системи на розвиток деінституціалізації (Де-І) та послуг у громадах. Також організація є ключовим учасником Global Alliance for Children — об'єднання урядових агенцій, НУО та приватних фундацій, що прагнуть поліпшення становища і найповнішого розкриття потенціалу кожної дитини.
Люмос працює на міжнародному рівні, пропагуючи сімейні форми піклування та допомагаючи урядам реформувати національні системи опіки. Ця організація відіграла провідну роль у проведенні Де-І реформи в Молдові, активно працює в Чехії, Болгарії, країнах Латинської Америки. З 2017 року Люмос у співпраці з українським Дитячим Омбудсменом долучився до реформування вітчизняної системи альтернативної опіки.
Згідно з даними, наведеними Роулінг у вересні 2016, станом на той рік завдяки зусиллям Люмосу 17 000 дітей повернулися з дитячих закладів у сімейне оточення, ще 15 000 були врятовані від потрапляння в інтернати превентивною роботою, 27 000 професіоналів сфери захисту прав дітей пройшли тренінги. Також письменниця повідомила, що всі ключові витрати організації покриває власним коштом, а тому 100 % пожертв, що їх збирає Люмос, спрямовуються на програми поліпшення становища дітей.

### Діяльність Люмосу в Україні
Повідомлення про заходи Люмосу в Україні спорадично з'являються з 2012 року, коли організація почала співпрацю з фондом Розвиток України та державними партнерами, зокрема, Дитячим Омбудсменом. В 2015 році в рамках конференції організованої тими ж партнерами, відбувся візит виконавчого директора Люмос, Джоржетти Мулер. У березні 2017 року європейська команда Люмосу провела дводенний Всеукраїнський семінар «Забезпечення найкращих інтересів дитини в умовах реформи системи інституційного догляду та виховання дітей». На заході М. Кулеба оголосив про початок співпраці між Люмосом і Україною в рамках реалізації Національної стратегії реформування системи інституційного догляду та виховання дітей на 2017-2026 роки.

## Відомі акції
2007 року Джоан Роулінг представила на аукціоні одну з семи копій спеціального видання книги Казки барда Бідла, що принесло £1,95 мільйона для Люмоса. У грудні 2008 книга була видана великим накладом саме на підтримку благодійності й стала найшвидше розпроданою книгою року.
2016-го організували всесвітню кампанію «We are Lumos». У фандрайзингових цілях продавались книги Гаррі Поттер і прокляте дитя, квитки на фільм Фантастичні звірі і де їх шукати, футболки з написом Ми не потребуємо магії. аби змінити світ; вся необхідна сила вже є в нас (‘We do not need magic to transform our world; we carry all the power we need inside ourselves already’).

## Наглядова рада
Найл Блер, літературний агент Роулінг є головою Наглядової ради Люмосу. До ради входять іще п'ять осіб: громадські діячі, фінансові та юридичні радники.